# NGC 186
NGC 186 (ook wel PGC 2291, UGC 390, MCG 0-2-98 of ZWG 383.47) is een balkspiraalstelsel in het sterrenbeeld Vissen.
NGC 186 werd op 6 december 1850 ontdekt door Bindon Blood Stoney (1828-1909), assistent van de Ierse astronoom William Parsons, en twaalf jaren later, op 23 september 1862, door de Duits-Deense astronoom Heinrich Louis d’Arrest.